# دندریت (فلز)

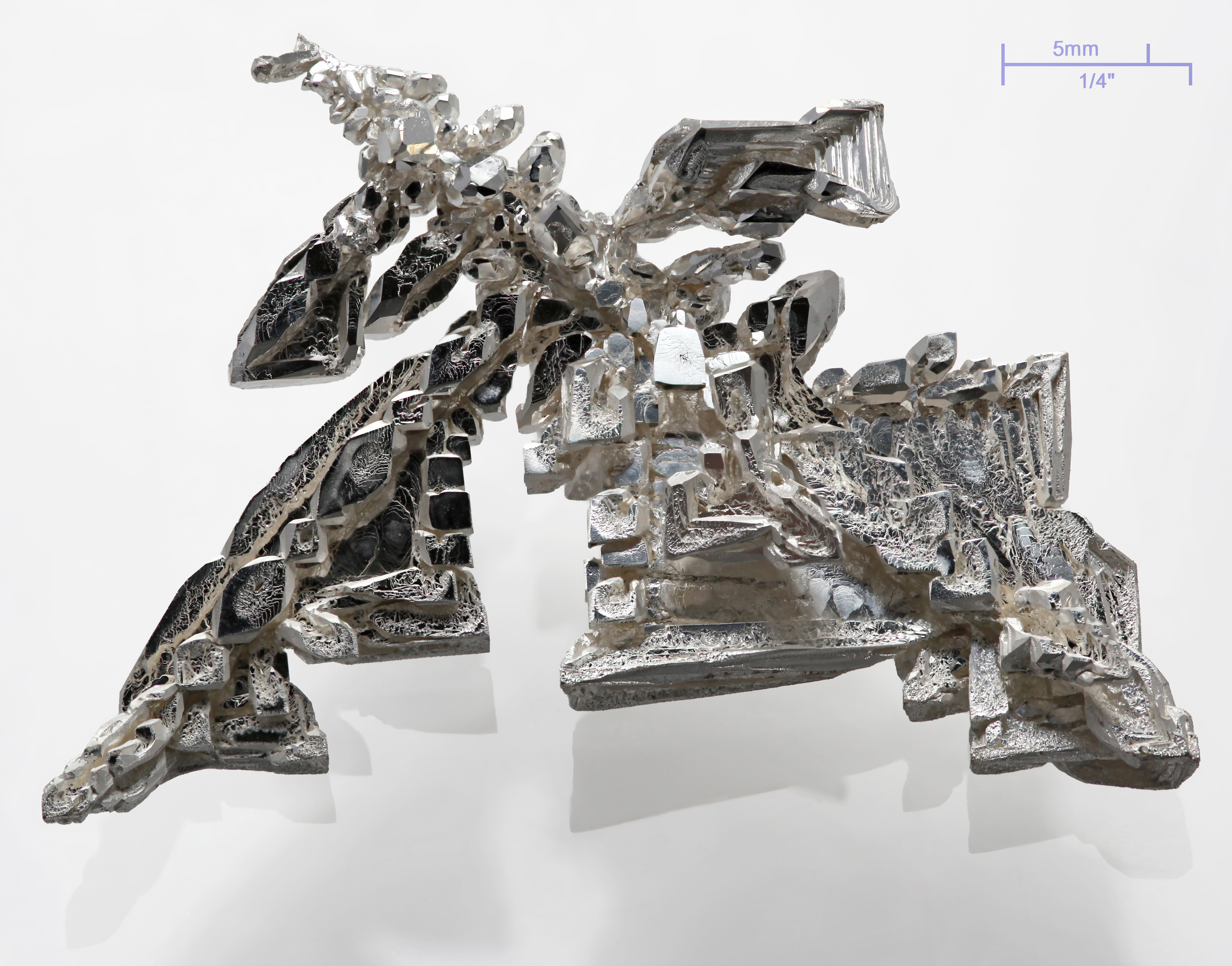
کریستال نقره که به صورت دندریتی رشد کرده‌است.

دندریت در متالورژی یک ساختار شاخه ای از کریستال‌ها است که با سرد کردن فلز مایع رشد می‌کند. این شکل با رشد سریع در جهت‌های کریستالوگرافی که دارای انرژی مطلوب هستند به وجود می‌آید. این رشد دندریتی تأثیرات زیادی روی خواص ماده دارد.

کریستال مس خالص (غیرآلیاژی) که دارای ساختار دندریتی است.

دندریت‌ها در سیستم‌های تک جزئی و چند جزئی شکل می‌گیرند. برای تشکیل دندریت دمای مایع (فلز مذاب) باید به زیر دمای انجماد فوق سرد شود. ابتدا، دانه‌های جامد کروی شکل در این مایع فوق سرد شروع به رشد می‌کنند. با رشد دانه‌ها، شکل کروی ناپایدار شده و مانع انجماد می‌شود؛ بنابراین، شکل جامد شروع به رشد در جهت‌های کریستالی خاصی می‌کند. این جهت رشد ممکن است به دلیل ناهمسانگردی سطح انرژی در سطح مشترک مایع و جامد، یا به دلیل اتصال راحت‌تر اتم‌ها به سطح مشترک در صفحه‌های کریستالوگرافی مختلف یا هر دو دلیل، به وجود آید. در فلزات، جنبش‌های حاصل از اتصال ناچیز هستند. همچنین در فلزات، جامد در صدد کاهش مساحت سطوحی که انرژی سطح بالاتری دارند، برمی آید؛ بنابراین، دندریت‌ها همان‌طور که رشد می‌کنند نوک تیز تر می‌شوند. اگر ناهمسانگردی به انداز کافی بزرگ باشد، دندریت‌ها شکل مورفولوژی می‌شود. طول ریزساختار با مساوی قرار دادن انرژی سطح و انتقال حرارت حاصل از گرادیان دمایی در سطح مشترک به دست می‌آید.

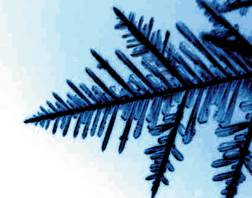
ساختار دندریتی موجود در ریزبرف‌ها

با پیشرفت انجماد، تعداد اتم‌هایی که انرژی جنبشی خود را از دست می‌دهند افزایش می‌یابد که در نتیجه، فرایند گرمازا می‌شود. برای مواد خالص (نه آلیاژی)، گرمای نهان در سطح مشترک مایع-جامد آزاد شده و در نتیجه تا زمانی که کل مذاب منجمد شود دما ثابت می‌ماند. نرخ رشد این شاخه‌های کریستالی به سرعت انتقال گرمای نهان در سطح مشترک بستگی دارد. این رشد دندریتی در مذاب فوق سرد، از کریستال‌های سوزنی شکل سهمی وار که در سرعت ثابت رشد می‌کنند تشکیل می‌شود. جوانه زنی و رشد تعیین‌کننده اندازه دانه در انجماد هموار و سرعت‌های رشد مختلف در دندریت‌های کنار هم تعیین کنندهٔ فاصله اولیه در رشد ستونی هستند. به‌طور کلی اگر مذاب به آرامی سرد شود، جوانه زنی کریستال‌های جدید کمتر از فوق سرد کردن است که با سرعت زیاد اتفاق می‌افتد. رشد دندریتی نتیجه حاصل از دندریت‌های با سایز بزرگ است. اما اگر سرد شدن با سرعت زیاد و به صورت فوق سرد اتفاق بیفتدتعداد جوانه‌ها افزایش یافته و اندازه دندریت‌ها حاصل کاهش می‌یابد.
با پیشروی دندریت‌ها در فلز مذاب، این دندریت‌ها به دلیل خارج کردن گرما داغ تر می‌شوند. اگر دندریت‌ها بیش از حد داغ شوند، دوباره ذوب خواهند شد. ذوب دوباره دندریت‌ها اصطلاحاً Recalescence نامیده می‌شود.
دندریت‌ها فقط در فلزات به وجود نمی‌آیند بلکه در غیر فلزاتی مانند یخ‌ها نیز وجود دارند. دندریت‌ها معمولاً در حالت نامتعادل شکل می‌گیرند، یک نمونه معمول از فلزات دندریتی، کربنیل نیکل است.

## کاربردها
به‌طور کلی دندریت‌های کوچکتر باعث افزایش انعطاف‌پذیری فلز می‌شود. یک کاربرد رشد دندریتی و خواص مواد حاصل از آن در فرایند جوشکاری دیده می‌شود. دندریت‌ها اغلب در محصولات ریخته‌گری شده نیز وجود دارند که البته با etching یک قطعه پولیش شده قابل رویت هستند.
کاربرد دیگر رشد دندریتی در جهت‌های انجماد، تیغه‌های موتور توربین‌های گازی است که در دماهای بالا کار می‌کنند و تنش‌های بزرگی را در راستای محور اصلی خود تحمل می‌کنند. در دماهای بالا، مزردانه‌ها ضعیف تر از دانه‌ها هستند. برای کاهش تأثیر مرزدانه‌های ضعیف بر خواص فلز، مرزدانه‌ها در راستای موازی با دندریت‌ها تراز می‌شوند. اولین آلیاژ که برای این مورد استفاده شد آلیاژ پایه نیکل (MAR M-200) با ۱۲٫۵٪ تنگستن بود، که باعث متراکم شدن در طول فرایند انجماد می‌شد. در نتیجه تیغه‌ها دارای استحکام و مقاومت به خزش بالا هستند که در فرایند ریخته‌گری در قطعه گسترش یافته‌اند و خواص قطعه را در مقایسه با ریخته‌گری‌های سنتی بهبود بخشیده‌است.